# Sobrado Dr. José Lourenço
O Sobrado do Doutor José Lourenço é um prédio tombado pelo estado do Ceará, em Fortaleza que abriga um espaço cultural de múltiplo uso. Foi o primeiro prédio de três pavimentos do Ceará, construído na segunda metade do século XIX, pelo médico José Lourenço de Castro Silva, para ser sua morada - pavimentos superiores - e consultório - térreo.
Teve também outros usos: oficina de marcenaria, repartição pública e bordel. Após o tombamento passou com uma restauração em 2006 pelo Governo do Estado e foi inaugurado em 31 de julho de 2007.